# Chaetonotus linguaeformis
Chaetonotus linguaeformis är en djurart som tillhör fylumet bukhårsdjur, och som beskrevs av Voigt 1904. Chaetonotus linguaeformis ingår i släktet Chaetonotus och familjen Chaetonotidae. Inga underarter finns listade i Catalogue of Life.